# Tour de Perth
El Tour de Perth és un cursa ciclista per etapes que es disputa anualment als voltants de Perth, a Austràlia.

## Palmarès
| Any  | Vencedor       | Segon              | Tercer                |
| ---- | -------------- | ------------------ | --------------------- |
| 2006 | David McKenzie | Cameron Meyer      | Wesley Sulzberger     |
| 2007 | Stuart Shaw    | Jack Anderson      | Benjamin King         |
| 2008 | Richie Porte   | Adam Semple        | David Kemp            |
| 2009 | Travis Meyer   | Graeme Brown       | Richard Lang          |
| 2010 | No disputat    | No disputat        | No disputat           |
| 2011 | Cameron Meyer  | Anthony Giacoppo   | Adam Semple           |
| 2012 | No disputat    | No disputat        | No disputat           |
| 2013 | Joseph Cooper  | Neil Van der Ploeg | Jack Haig             |
| 2014 | Joseph Cooper  | Timothy Roe        | Mitchell Lovelock-Fay |
| 2015 | Guy Kalma      | Jack Bobridge      | Sam Crome             |